# Església de Sant Cristòfol de Beget
Sant Cristòfol de Beget és una església d'estil romànic català situada al poble de Beget, del municipi de Camprodon (Ripollès). Va ser declarada Bé Cultural d'Interès Nacional i al seu interior s'hi troba la talla romànica de la Majestat de Beget, considerada una de les obres cabdals de l'escultura romànica catalana.

## Situació
L'església està situada a l'entrada de Beget. S'hi accedeix des de la carretera C-38 de Camprodon a Coll d'Ares. Al km. 13,5 (42° 19′ 39.88″ N, 2° 23′ 51.96″ E / 42.3277444°N,2.3977667°E) surt la carretera asfaltada GIV-5323 que amb poc més de 14 quilòmetres porta al poble.

## Descripció
Romànic, el temple de Beget és un edifici d'una sola nau, amb arcs torals, i absis semicircular. És coberta per volta de canó apuntada, que arrenca d'una cornisa que ressegueix els murs. A banda i banda de la nau, al tram més proper al presbiteri, s'obren sengles petites capelles que sobresurten una mica a l'exterior. En aquest primer tram, les voltes i els arcs torals són decorats amb pintures de Vayreda (1890) que volen imitar les pintures romàniques. La porta d'accés, a migjorn, és formada per cinc arquivoltes en degradació, que es recolzen sobre dues columnes per banda, les exteriors amb el fust llis, i les interiors amb estries (una de les columnes té les estries helicoidals). Les columnes estan coronades per sengles capitells força erosionats, representant una fauna mitològica. El timpà és llis i el fris rectangular. L'absis, a llevant, és decorat exteriorment per un fris en dents de serra, sota el qual hi ha un seguit d'arcuacions cegues de tradició llombarda que descansen sobre mènsules. Centra l'absis una finestra amb doble arc en degradació, el més exterior sostingut per un parell de columnes a cada costat. Està fet de carreus ben tallats i la coberta és de teules.

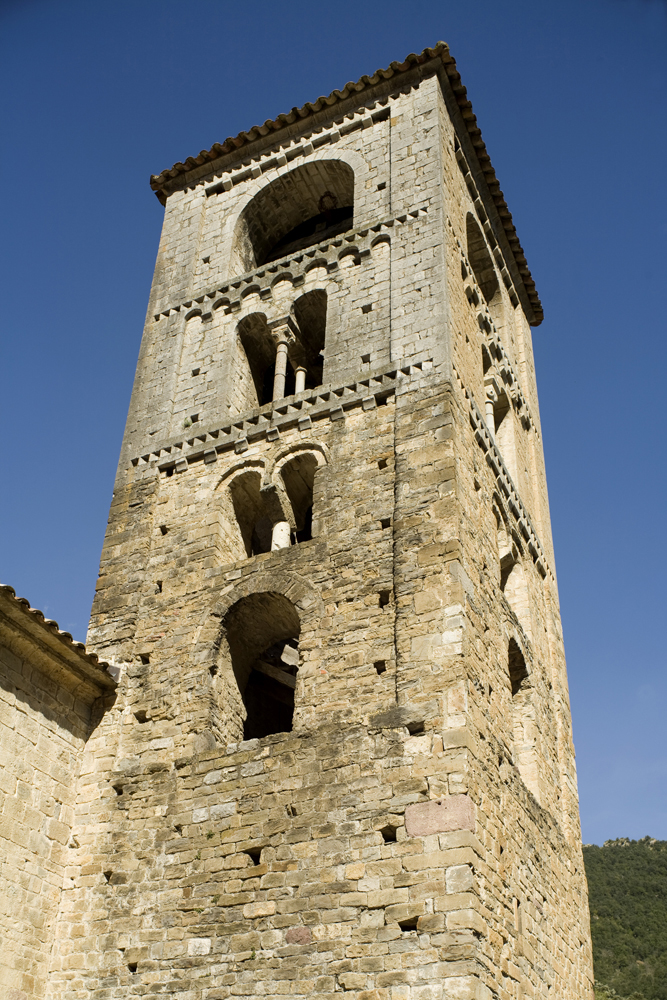
Torre del campanar

 Adossat al costat sud hi ha la torre del campanar, magnífic exemplar de romànic llombard, de quatre pisos separats per frisos en dents de serra. La planta baixa (i el primer pis, per alguns historiadors) correspon a un temple anterior, possiblement del segle x. El primer pis té dos nivells de finestres sobreposades i és construït amb carreus força petits i irregulars. Als dos cossos superiors l'aparell constructiu és força més gran i regular, amb obertures geminades i són del segle xii. Està ornat amb arcuacions llombardes al tercer pis i les obertures són a les quatre parets. Les finestres dels pisos centrals són geminades. L'interior de l'església es conserva pràcticament intacte des de fa segles (la guerra civil no el va afectar). La pica baptismal d'immersió, és d'època romànica i es conserva a l'interior del temple. Està decorada per dos acordonaments horitzontals, les direccions dels quals són oposades. Mesura 120 cm de diàmetre. Segons Ramon Vinyeta "es pot considerar un dels exemples més rellevants d'aquest estil a les comarques pirinenques." S'hi pot contemplar la imatge de la Verge de la Salut, d'alabastre policromat, realitzada entre els segles XIV i XV i la talla romànica policromada del Crist Majestat del segle xii, la Majestat de Beget.

## Notícies històriques
Per bé que Beget depèn administrativament del municipi de Camprodon (Ripollès), forma part geogràficament de l'Alta Garrotxa. S'hi arriba per una petita carretera d'uns catorze km, que surt a uns dos km de la carretera de Camprodon a Molló. L'església de Beget, dedicada a Sant Cristòfol, és un exemple força elaborat d'arquitectura romànica rural, construïda en la seva major part a finals del segle xii o ja a inicis del segle xiii. La primera notícia documental referent al temple de Beget la torbem en el testament del comte-bisbe Miró, atorgat l'any 979, en cedir el monestir de Sant Pere de Camprodon un alou a la vall de Beget. Posteriorment, surt repetides vegades en la documentació, sempre, però, com una possessió del bisbat de Girona. Se sap que l'any 1013, el monestir de Sant Pere de Camprodon comprà l'alou de Beget i hi edificà una església. Que el 1160, l'església de Beget fou donada a Girona per Arnau de Llers i que el 1168 és citada ja com a parròquia. Els altars barrocs que encara s'hi conserven foren pagats pel rector Genís Pagès i de Pol, fill d'Ultramort, a l'Empordà, que fou rector de Beget a finals del segle xviii per espai de més de quaranta-cinc anys. Se sap que el 1787 foren refets el presbiteri i l'altar major. Potser d'aquell moment són també els retaules laterals, encastats en obertures de mig punt practicades als murs romànics. Les pintures de tradició romànica de l'arc triomfal i de la nau són obra del famós pintor olotí Joaquim Vayreda i Vila, treball executat a finals del segle xix, cobrant la quantitat de mil tres-centes una pessetes amb vint-i-cinc cèntims.